# Merendine blu
Merendine blu è un singolo del gruppo musicale italiano Extraliscio, pubblicato il 13 marzo 2020.

## Descrizione
Il brano è stato realizzato con la partecipazione vocale di Orietta Berti e Lodo Guenzi, frontman de Lo Stato Sociale, ed è musicalmente ispirato al brano popolare ungherese Haragszik az Édesanyám, con testi in italiano scritti da Mirco Mariani e da Pacifico.

## Video musicale
Il video, diretto da Paolo Santamaria, è stato pubblicato il 17 marzo 2020 attraverso il canale YouTube della Garrincha Dischi.

## Tracce
Testi di Mirco Mariani e Pacifico, musiche di Mirco Mariani e Moreno Conficconi.
1. Merendine blu (Radio Edit) – 3:01